# マウントクック航空
マウントクック航空（マウントクックこうくう、Mount Cook Airline）はニュージーランドのクライストチャーチにあった航空会社。ニュージーランド航空の完全子会社であり、国内ではニュージーランド航空リンクのブランド名で運航を行っていた。ハブ空港はクライストチャーチ国際空港。2019年運航停止した。

## 歴史
マウントクック航空は1920年にNew Zealand Aero Transport Companyとして、ニュージーランドの南島にある港町ティマルーでRodolph Lysaght Wigleyによって設立された。Wigleyは1906年にクック山まで最初に自動車で行った人物であり、元々フランス空軍で使われていた6機のAirco DH.4とアブロ 504を用いて観光飛行などをはじめた。1921年にはティマルー⇔クック山線、インバーカーギル⇔オークランドに就航させ短期間で成功をおさめたが、数年のうちに政府が航空業界に関心が薄い政策を展開したことで活動を一時停止した。
1930年代になると、Wigleyは後にヘンリー・ウィグリー卿となる息子とともに再びクイーンズタウン＝マウントクック航空を設立した。このウィグリー卿はこのあと1980年に亡くなるまでマウントクック航空のトップに座り続けることとなる。クイーンズタウン＝マウントクック航空はクック山やミルフォード・サウンドといった南島南部でのチャーター便を運航し、第二次世界大戦で一時営業が中止されるも1952年にはAuster J1-Aで運航を再開している。なおこのAuster J1-A機は現在クライストチャーチ国際空港内で保存されている。
1952年にクイーンズタウン＝マウントクック航空はマウントクックエアサービスと改称し、観光業や農業、また救援活動に特化した活動を始めた。またAuster社により開発された航空機に格納式のスキーを取り付けるシステムを導入することによってタスマン氷河のような場所の雪上で着陸ができるようになった。これが観光客をスキー場や氷河地域に連れていくためのスキー・プレインの初めての運航であった。このスキー・プレインは現在セスナ185型機とピラタス・ポーター型機によってタスマン氷河に向けて操業されている。
また南アルプス山脈周辺でのバス業務や空港の建設、貨物輸送といった総合的な運輸・観光業務を展開するマウントクックグループの一部として、1961年マウントクック航空としてクライストチャーチ、クイーンズタウン、クック山、テアナウに26席のダグラス DC-3で定期便を就航させた。
マウントクック航空はニュージーランドにおいて南島からロトルアに向けての「tourist trail」を開設した最初の航空会社のひとつであり、30年近くアブロ 748で運航を行っていたが、1995年からはそれをATR 72に置き換えた。2001年にはさらに座席数の多いBAe 146に替えられたものの、翌年にはすべて引退してしまった。
またヘンリー卿の死後1991年までにマウントクック航空はマウントクックグループの買収を完了しており、マウントクック航空のシンボルであるマウントクック・リリーはニュージーランド航空と提携してからも航空機の尾翼に描かれている。従業員数は約400人。

## 就航都市
- ニュージーランド
  - オークランド
  - クライストチャーチ
  - ウェリントン
  - ハミルトン
  - クイーンズタウン
  - ネーピア
  - パーマストンノース
  - ダニーデン
  - ロトルア
  - インバーカーギル

## 保有機材
- ATR 72―500　11機